# Wolfgang Maier (Zoologe)
Wolfgang Maier (* 4. August 1942 in Horb am Neckar) ist ein deutscher Wirbeltiermorphologe, der vor allem in Frankfurt am Main und Tübingen wirkte und bedeutende Beiträge zur Entwicklung des Säugetierschädels vorgelegt hat.

## Leben und Forschung
Wolfgang Maier studierte von 1962 bis 1966 Biologie, Chemie, Geographie und Anthropologie an der Universität Tübingen. Von 1966 bis 1969 promovierte er über ein primatologisches Thema am Anatomischen Institut (Dr. Senckenbergischen Anatomie) der Universität Frankfurt am Main bei Dietrich Starck. 1970 ging er mit einem Postdoktoranden-Stipendium ans Bernard Price-Institute in Johannesburg (Südafrika), wo er über plio-pleistozäne Meerkatzenverwandte forschte. Dabei bekam er auch Kontakt zur Paläanthropologie und zur Paläontologie der Therapsiden. 1971 wurde er wissenschaftlicher Assistent an der Dr. Senckenbergischen Anatomie und wurde 1973 zum Professor für Humananatomie ernannt. Maier habilitierte sich 1980 im Fach Anatomie und erhielt 1987 eine Berufung auf den Lehrstuhl für Spezielle Zoologie an der Universität Tübingen, wo er bis zu seiner Emeritierung 2007 lehrte. 2009 wurde er zum Ehrenmitglied der Society of Vertebrate Paleontology ernannt.
Von 1992 bis 1994 war Maier Vizepräsident der Universität Tübingen.
Neben diversen Studien zur Morphologie der Primaten (Gebiss, Bewegungsapparat, Gesichtsschädel und Nasenregion) verlagerte er seinen Forschungsschwerpunkt ab den 1980er Jahren auf vergleichend-ontogenetische Untersuchungen an Beuteltieren. Diese führten konsequenterweise zur Beschäftigung mit der Evolutionsbiologie der frühen Säugetiere. Dabei wurden insbesondere die anatomischen Anpassungen der unreifen Jungtiere an das aktive Milchsaugen als Schlüsselereignis bei der Entstehung der Säugetiere aufgefasst. Bei seinen Studien konzentriert er sich auf die Wechselbeziehung zwischen ontogenetischer Anpassung und evolutiver Transformation sowie auf ein ganzheitliches Organismuskonzept.
Im Jahr 2017 veröffentlichte Wolfgang Maier eine Sammlung von 20 populärwissenschaftlichen Texten aus vier Jahrzehnten unter dem Titel 'Der Weg zum Menschen. Ausgewählte Schriften zur Evolutionsbiologie der Wirbeltiere' (Neuauflage 2021). Die Artikel dokumentieren die breit angelegten Interessens- und Arbeitsgebiete des Autors. Die Texte werden ergänzt durch einen autobiographischen Abriss sowie durch ein vollständiges Schriftenverzeichnis. Zu seinem 80. Geburtstag gaben Ingmar Werneburg und Irina Ruf eine Festschrift zu seinen Ehren bei der Senckenberg-Zeitschrift Vertebrate Zoology heraus. Nach Wolfgang Maier wurden zwei Fossilien benannt: der Cynodontier Minicynodon maieri und der Dinosaurier Tuebingosaurus maierfritzorum.

## Veröffentlichungen (Auswahl)
- (1971). "Vergleichend- und funktionell-anatomische Untersuchungen an der Vorderextremität von Theropithecus gelada (RÜPPELL 1835)." Abhandlungen der Senckenbergischen Naturforschenden Gesellschaft 527: 1-284.
- (1980). "Konstruktions-morphologische Untersuchungen am Gebiss der rezenten Prosimiae (Primates)." Abhandlungen der Senckenbergischen Naturforschenden Gesellschaft 538: 1-158.
- (1989). Ala temporalis and alisphenoid in therian mammals. Trends in Vertebrate Morphology. Progress in Zoology 35. H. Splechtna and H. Hilgers. Stuttgart, Fischer Verlag: 396-400.
- (1989). "Morphologische Untersuchungen am Mittelohr der Marsupialia." Zeitschrift für zoologische Systematik und Evolutionsforschung (Festschrift W. Herre) 27: 149-168.
- (1991). "Zoologie in Tübingen." Verh. d. Zool. Ges. 84: 23-30.
- (1999). "On the evolutionary biology of early mammals - with methodological remarks on the interaction between ontogenetic adaptation and phylogenetic transformation." Zoologischer Anzeiger. Festschrift D. Starck 238(1-2): 55-74.
- mit M. R. Sánchez-Villagra (2002). "Ontogenetic data and the evolutionary origin of the mammalian scapula." Die Naturwissenschaften 89: 459-461.
- (2007). Zoomorphologie im 20. Jahrhundert. Höhepunkte der zoologischen Forschung im deutschen Sprachraum – Festschrift zur 100. Jahresversammlung der Deutschen Zoologischen Gesellschaft in Köln vom 21. bis 24. September 2007. Marburg, Basilisken-Presse.
- mit I. Werneburg (Hrsg.): Schlüsselereignisse der organismischen Makroevolution. Scidinge Hall Verlag, Zürich 2014.
- (2017/2021). "Der Weg zum Menschen. Ausgewählte Schriften zur Evolutionsbiologie der Wirbeltiere". Scidinge Hall Verlag, Tübingen.
- (2018). "Fortpflanzungsbiologie und Ursprung der Säugetiere". Biologie in unserer Zeit 5/2018 (48): 301-309.

## Auszeichnungen
- 2009 Honorary Membership Award Winners: Wolfgang Maier, Society of Vertebrate Paleontology